# Cenocoelius anuphrievi
Cenocoelius anuphrievi är en stekelart som beskrevs av Sergey A. Belokobylskij 1998. Cenocoelius anuphrievi ingår i släktet Cenocoelius och familjen bracksteklar. Inga underarter finns listade.